# Syneches quadrangularis
Syneches quadrangularis är en tvåvingeart som beskrevs av Wheeler och Axel Leonard Melander 1901. Syneches quadrangularis ingår i släktet Syneches och familjen puckeldansflugor. Inga underarter finns listade i Catalogue of Life.